# Harkkojärvi
Harkkojärvi är en sjö i Finland. Den ligger i kommunen Ilomants i landskapet Norra Karelen, i den östra delen av landet, 400 km nordost om huvudstaden Helsingfors. Harkkojärvi ligger 150,4 meter över havet. I omgivningarna runt Harkkojärvi växer i huvudsak barrskog. Den är 10,3 meter djup. Arean är 4,37 kvadratkilometer och strandlinjen är 25,8 kilometer lång. Sjön  ingår i Vuoksens huvudavrinningsområde. 